# Telegraph Creek
Telegraph Creek est un village amérindien situé au nord-ouest de la province canadienne de Colombie-Britannique. Il est établi sur la rive droite du fleuve Stikine dans le district régional de Kitimat-Stikine à 110 km de Dease Lake. Le village compte près de 200 habitants.

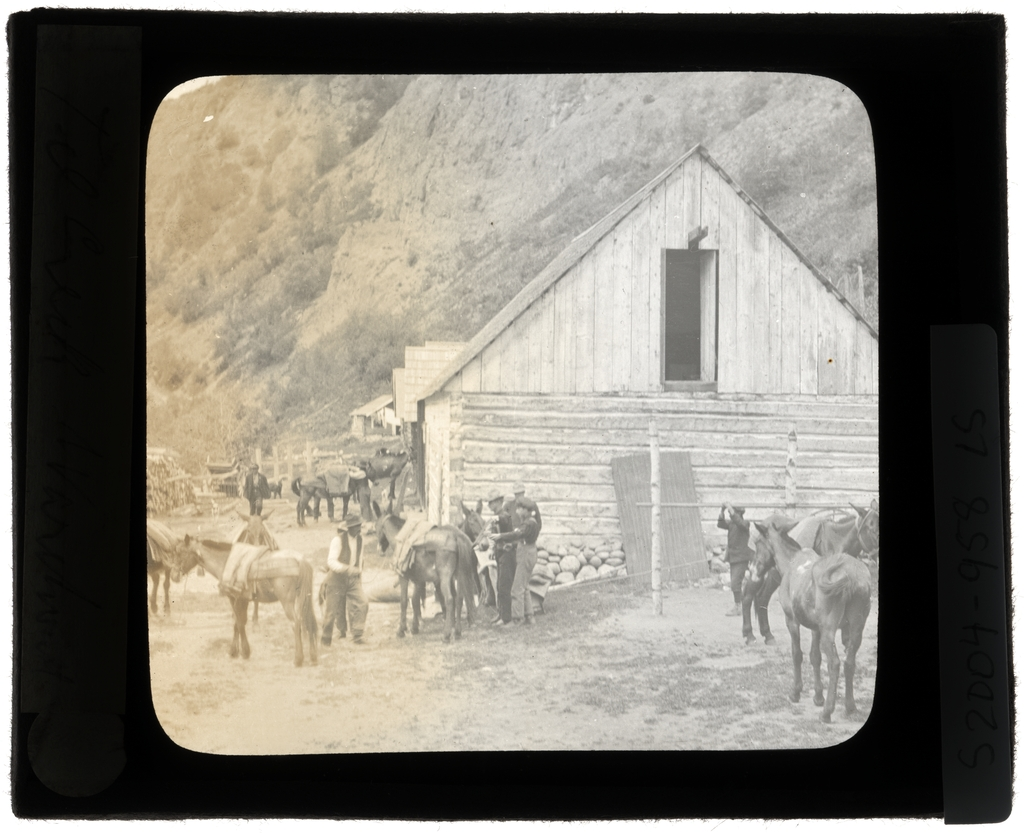
Hommes s'affairant avec leurs mules près d'un entrepôt (début XX^{e}s.).

## Histoire
Les Tahltans, autochtones de la région utilisent traditionnellement les hauteurs du village actuel (Dry Town) comme campement hivernal. Les pionniers européens arrivent dans la région dans les années 1860, lors d'une éphémère ruée vers l'or. En 1866, les arpenteurs de la ligne de télégraphe Collins Overland atteignent le site du village qu'ils nomment Telegraph Creek. Ce projet de télégraphe doit relier l'Amérique à l'Europe en passant par le détroit de Béring et la Sibérie. Toutefois le projet est abandonné, une liaison concurrente étant achevée à cette époque par un câble sous-marin transatlantique. Durant les années 1870 survient une nouvelle ruée vers l'or dans la région de Dease Lake puis dans les années 1890 a lieu la grande ruée vers l'or du Klondike. Telegraph Creek se situe alors sur l'une des voies d'approvisionnement : le sentier de Teslin et Stikine. En 1901, la ligne de télégraphe du Dominion est achevé, elle reprend le tracé prévu pour le télégraphe Collins Overland jusqu'au Yukon qui s'est peuplé de chercheur d'or,,.

## Géographie
Le village de Telegraph Creek comprend essentiellement deux réserves indiennes des Tahltans situées sur les hauteurs ainsi que l'ancien village des pionniers de la ruée vers l'or directement au bord du fleuve. Il se situe au nord-ouest de la province canadienne de Colombie-Britannique dans le district régional de Kitimat-Stikine. Il borde au nord les rives de la Stikine à sa confluence avec un torrent, le Telegraph Creek. Le village constitue l'ancien terminus de la navigation fluviale. Une route gravelée de 110 km connecte le village à Dease Lake et à la route interprovinciale 37.  

## Démographie
| Réserves indienne                          | Code géographique | 1991, | 1996, | 2001, | 2006 | 2011 | 2016 | 2021 |
| ------------------------------------------ | ----------------- | ----- | ----- | ----- | ---- | ---- | ---- | ---- |
| Telegraph Creek                            | 5949847           | 216   | 234   | 83    | 78   | 5    | 53   | 51   |
| Guhthe Tah 12                              | 5949843           | 0     | 0     | 140   | 173  | 157  | 142  | 148  |
| Telegraph Creek (total réserves indiennes) |                   | 216   | 234   | 223   | 251  | 162  | 201  | 193  |